# OH SHINY DAYS (アルバム)
『OH SHINY DAYS』（オー・シャイニー・デイズ）は、TWINZERの1作目のアルバム。

## 内容
唯一の楽器不使用作品「CARRY ON〜旅立つ君へ」はインストゥルメンタル扱いのため、英語詞を表記していない。ytv系『彼女の嫌いな彼女』の挿入歌として使われた「愛を探してる」は、元々は生沢佑一のソロ楽曲として紹介されたが、このアルバムを発売してからは、TWINZER名義扱いとなった。10曲中6曲は小田佳奈子による作詞。

## 収録曲
1. CARRY ON〜旅立つ君へ
作曲:生沢佑一 編曲:TWINZER
2. LEAVE ME ALONE
作詞:三浦徳子 作曲・編曲:春畑道哉
3. Let's stay together
作詞:小田佳奈子 作曲:生沢佑一 編曲:明石昌夫
シングル「I Will Wait For You」のカップリング曲。
4. OH SHINY DAYS
作詞:小田佳奈子 作曲:織田哲郎 編曲:葉山たけし＆TWINZER
5. 消えないでseason
作詞:生沢佑一 作曲・編曲:ホリエアキラ
6. I Will Wait For You
作詞:小田佳奈子 作曲:生沢佑一 編曲:明石昌夫
7. LET ME TRY AGAIN
作詞:小田佳奈子 作曲:柴田直人 編曲:ホリエアキラ
8. 愛を探してる
作詞・作曲:すみれ 編曲:葉山たけし
9. THAT'S CRAZY
作詞:小田佳奈子 作曲:生沢佑一 編曲:TWINZER
シングル「OH SHINY DAYS」のカップリング曲。
10. YOU'RE A WOMAN
作詞:小田佳奈子 作曲:生沢佑一 編曲:野田行文

## 参加アーティスト
- 高原裕枝 - コーラス
- 栗林誠一郎 (ZYYG) - コーラス
- 上杉昇 (WANDS) - コーラス
- 宇徳敬子 - コーラス
- 勝田かず樹 (DIMENSION) - サックス
- ホリエアキラ - ギター
- 葉山たけし - ギター
- 野田行文（野田雪文) - ギター